# Giro d'Italia de 1922
Giro d'Italia de 1922 foi a décima edição da prova ciclística Giro d'Italia (Corsa Rosa), realizada entre os dias 24 de maio e 11 de junho de 1922.
A competição foi realizada em 10 etapas com um total de 3.095 km.
O vencedor foi o ciclista Giovanni Brunero. Largaram 75 competidores cruzaram a linha de chegada 15 corredores.